# Batteriorodopsina
La batteriorodopsina è una proteina integrale di membrana utilizzata da microrganismi appartenenti al regno degli Archaea, in particolare alla classe degli Halobacteria.
Essa agisce come una pompa protonica, cattura energia luminosa e la utilizza per spostare protoni attraverso la membrana, dalla cellula batterica verso l'esterno. Il gradiente protonico risultante viene successivamente convertito in energia chimica, tramite la sintesi di ATP.

## Struttura
La batteriorodopsina è una proteina integrale di membrana presente nella "membrana purpurea" che può occupare fino a quasi il 50% della membrana della cellula archaea. La batteriorodopsina è composta da tre catene proteiche identiche (è un trimero), ciascuna ruotata di 120 gradi rispetto alle altre. Ogni catena ha una struttura primaria costituita da 248 amminoacidi, assume una struttura spaziale costituita da sette alfa eliche transmembrana e contiene all'interno una molecola di retinale. Le molecole di batteriorodopsina sono disposte a loro volta ordinatamente a formare un reticolo esagonale.

## Funzione

Rappresentazione stereoscopica dei cambiamenti conformazionali in seguito all'assorbimento di energia luminosa (cliccare sull'immagine per visualizzare meglio il processo)

La batteriorodopsina in sintesi è una pompa protonica che sfrutta l'energia luminosa per funzionare.
Il meccanismo di pompaggio può essere riassunto come segue:
Nel cromoforo il retinale è legato covalentemente al residuo amminoacidico Lys216 tramite la formazione di una base di Schiff.
L'assorbimento di un fotone causa la fotoisomerizzazione della molecola di retinale da tutto-trans a 13-cis, con conseguente cambiamento conformazionale della proteina circostante che comporta una variazione della costante di dissociazione acida di alcuni residui amminoacidici con aumento della disponibilità a cedere protoni. Dopo fotoisomerizzazione della molecola di retinale, il residuo Asp85 accetta un protone da parte del retinale. Questo libera un protone da un "sito di contenimento" nel lato extracellulare della membrana. La riprotonazione della molecola di retinale da Asp96 ripristina la sua forma originale. Ciò si traduce in un secondo protone rilasciato nel lato extracellulare. Asp85 rilascia il suo protone nel "sito di contenimento" e un nuovo ciclo può iniziare.
La batteriorodopsina presenta una colorazione purpurea, pertanto è più efficiente nell'assorbire la luce di colore complementare (luce verde, lunghezze d'onda comprese tra 500-650 nm, con il massimo di assorbimento a 568 nm).

## Sintesi di ATP

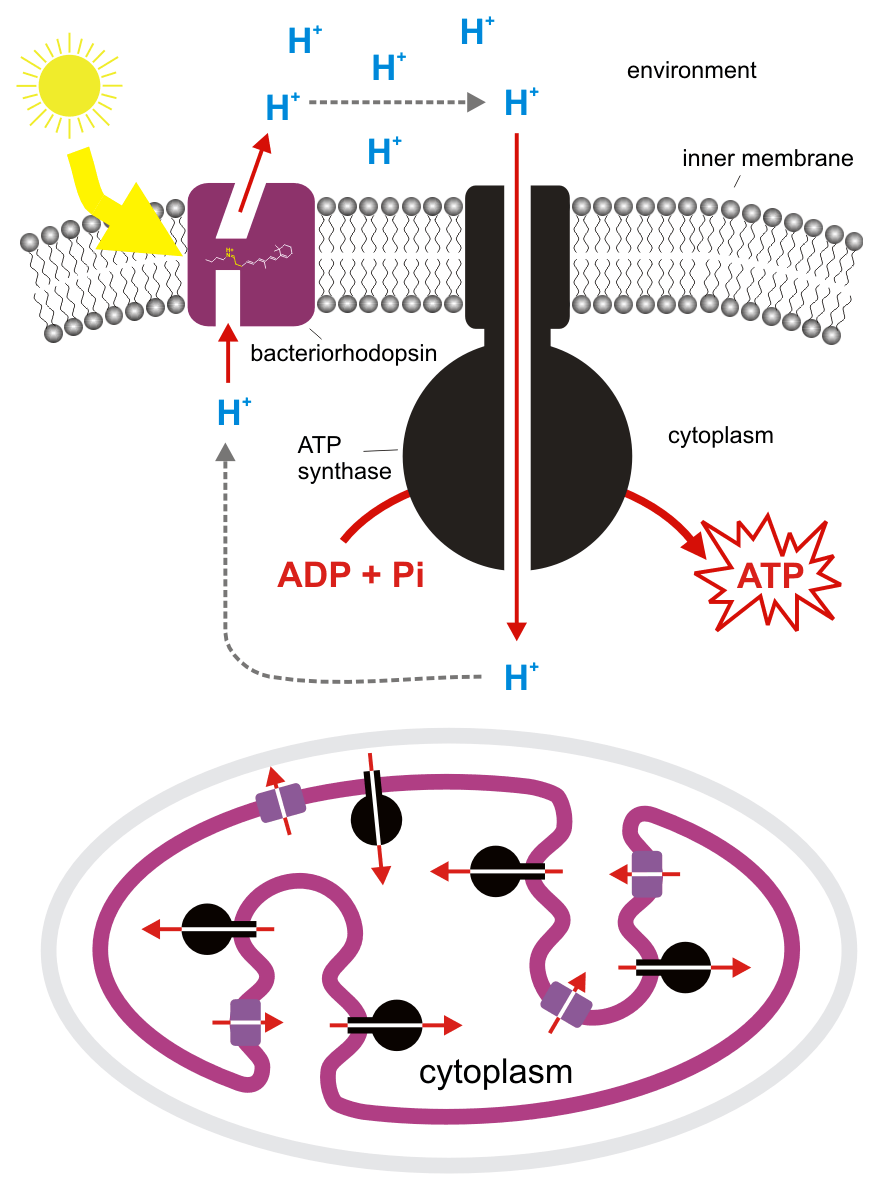
Accoppiamento chemiosmotico e sintesi di ATP. Per semplicità non è rappresentata la parete cellulare batterica

L'accoppiamento chemiosmotico tra batteriorodopsina e fosforilazione tramite ATP sintasi, comporta la trasformazione dell'energia luminosa (fotoni) in energia chimica (sintesi di ATP).

## Galleria d'immagini

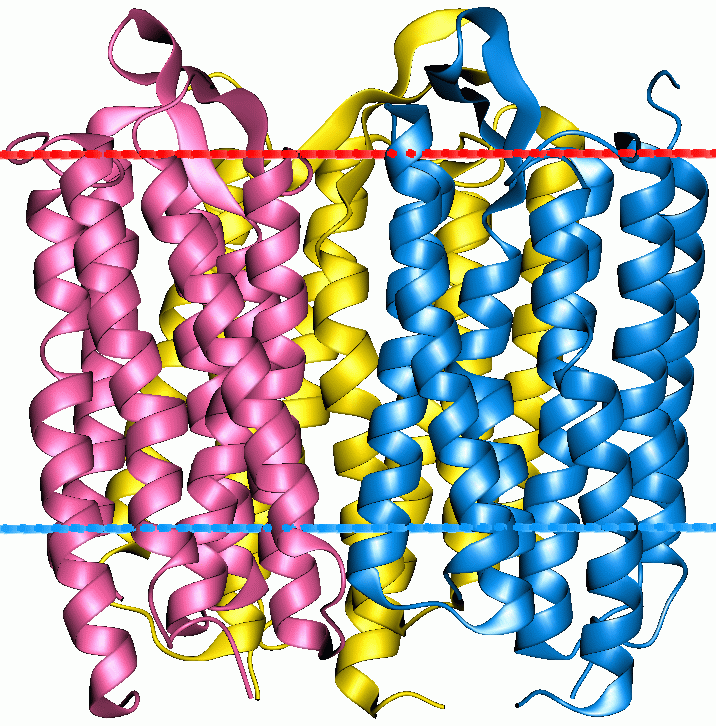
La batteriorodopsina è un trimero. La linea rossa delimita la zona extracellulare della membrana
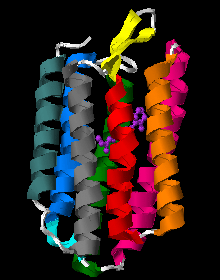
Monomero di batteriorodopsina con la molecola di retinale "imprigionata" tra le 7 alfa-eliche.[10][11][12] Un'ulteriore elica più piccola è in azzurro, un foglietto β in giallo
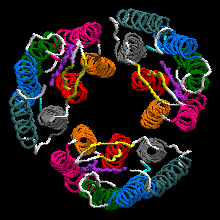
Trimero di batteriorodopsina visto dall'alto dal lato extracellulare[10][11][12]. Si nota la sezione approssimativamente esagonale dello stesso